# 神戸常雄
神戸 常雄 ( かんべ・つねお )　は、日本のマーケティング・プロデューサー。
神戸 (かんべ) 事務所（KAMBE Office, 　Tokyo, JAPAN.） : 代表。日本マーケティング・プロデューサー協会 : 代表。
各種機関で構想・表現計画委員。東京コピーライターズ・クラブ : 元幹事 = OA委員長、Poject Leader　　( 出身= 東京都千代田区 神田 )

## 略歴概要・人物
1951年= 法務省で刑務官啓発誌『 刑政 』編集担当 (Arbeit)。
55年= 慶応義塾大学卒　 同年→明治製菓(株)専門試験により技能入社
55～70年= 明治製菓本社宣伝部 : 市場表現企画制作、製品販促計画担当
62～68年= ACC・海外公募国際CM部門、国内TV-CM部門 : 授賞審査員、CM年鑑計画委員
63年= 東京コピーライターズ・クラブ発足で第1回受賞、会員に推挙
70～77年= 髙島屋傘下(株) 京成百貨店 : 新企業開設準備室課長、宣伝課長、催事課長、営業企画課長、営業本部営業フロア長
73～76年= 在職のまま上野商店連合会・再開発委員会 : 計画委員
74～75年= 在職のまま トヨタ自販(株) : 表現戦略企画嘱託　　
77～83年= (株) サンリオ : 宣伝局長、国際部専務室長、製品企画部管掌部門長、統合マーケティング事務局長
83年～= 神戸事務所 : 代表
84～96年= 横浜市・神奈川県傘下(財)横浜工業館 : 産業国際化推進委員、異業種研究組織指導コーディネーター
84～99年= 東逗子/札幌白石/広島竹原ほか各地大規模住宅地開発構想立案、地区Symbol Design創案
85～92年= 東京海上火災保険・社外啓発誌 『 WIGWAG 』 統括企画 & 総合編集長
86～89年= 郵政省ハイビジョン専門技術委員会 : 委員長、統括主査
86～89年= 東京都都市計画局・高度情報化(新副都心)計画委員会 : 専門委員
86～2001年= 横浜市港湾各地域再開発プロジェクト : 構想計画委員
88～96年= 通産省アジア産業振興政策立案プロジェクト : 現地専門計画委員
89～92年= NTT・電報事業部門改善計画プロジェクト : 専門計画委員
89～93年= 東京都板橋区産業情報計画委員会 : 専門委員、情報化指導委員
91年= 上海市・横浜市「上海～横浜経済研究会」: 基調講演者
91年= 上海政府・上海科学院「国際マーケティング技術革新世界会議」: 基調講演者
93～2005年= 東京コピーライターズ・クラブ : 幹事 (OA委員長、各研究プロジェクトリーダー)
93年= 台湾・彰化市「新開設テーマパーク」立案委員会 : 専門技術委員
93年= 通産省傘下「横浜輸入品総合促進センター」 開設委員会 : 専門計画委員
94年～= 日本マーケティング・プロデューサー協会 : 代表
95～96年= 福井市・鯖江市「国際めがねデザイン・コンペティション」: 審査委員長
95～2001年= 横浜市傘下(財)横浜産業振興公社 : 今後事業研究組織・指導コーディネーター
98年= 横浜市「上海商工業見本市/上海商業研究」企業調査団 : 団長、現地解説者
2000年= 横浜市「Edinburgh～London～Paris=今後Gift製品研究」調査団 : 団長、現地指導者
06～07年= 横浜市磯子区地区再開発協議会 : 計画構想理事
06年= 経産省傘下(財)海外技術者研修協会「途上国役職者マーケティング研究会」 : 指導担当
11～12年= King Record (株) 『 明治製菓CMコレクション・小粒チョコ篇 』 DVDに制作CM掲出 & 解説出演
12年= カレッタ汐留・吉田秀雄記念財団 《 アド・ミュージアム 》 『 日本のCMぜんぶ 』 展に、制作CM掲出 &　本人業績=　写真パネル紹介
～現在= 公共団体・行政・企業等 : 各種市場構想計画委員、表現改善指導・他
受賞
日本初のカンヌ国際広告映画祭金賞、テレビCM電通賞、ラジオCM電通賞、PS広告電通賞、ACC会長賞、ACC-TVグランプリ、
ACC-Radioグランプリ、ACC-劇場CMグランプリ、ACC-TV金賞、ACC-Radio各賞、日経・読者が選ぶ広告賞，民放大会Radio-
CM賞、東京コピーライターズクラブ創設第１回= 新人賞、他多数　
表彰
ACC-TVCM=名誉殿堂入り/タイ王国政府工業省表彰/上海人民政府上海科学院褒賞/カザフスタン共和国スポーツ大臣表彰/　明治製菓社長褒賞
京成百貨店代表取締役表彰9回/ADミュージアム「日本のCM全部展」略歴・写真表彰、他
著作
『日本の広告キャンペーン』(誠文堂新光社・63年、共著)
『販売促進ハンドブック』(ダイヤモンド社・64年、共著)
『明治製菓テレビCM表現をめぐって』 (AD懇談会・66年)
『Conference Proceedings』 (上海科学院・92年、共著)
『こちら、都会派モノ作り』(清文社・93年、共著)
『明治製菓CMコレクション 小粒篇=DVD 』(King Record 2011-12年、共作)
執筆
　　( 略 )
趣味
1947～51年= 日本天文学会員 / 56～57年= 企業在籍兼務で慶応義塾大学 体育実技 (山岳) 教官/58～59年= 日本山岳会員に推挙、慶應義塾大学から派遣～インド、ネパールに渡航、チベット国境
峻山岳地帯・中央ヒマラヤ山域で世界初踏査、単独初登攀、登路発見等 / 95年= 慶大山岳部OB会から派遣～中央アジア・カザフスタン天山々脈で初登攀 / 96～2002年= (在インド)　国際ヒマラヤン・クラブ会員、他